# Petropedetes palmipes
Petropedetes palmipes es una especie  de anfibios de la familia Ranidae.

## Distribución geográfica
Se encuentra en Camerún, Guinea Ecuatorial y Gabón.  

## Estado de conservación
Se encuentra amenazada de extinción por la pérdida de su hábitat natural.